# Cethosia penthesilea
Cethosia penthesilea là một loài bướm trong phân họ Heliconiinae.
Ấu trùng ăn: Adenia heterophylla